# Alcazar (zespół muzyczny)
Alcazar – szwedzki zespół muzyczny grający muzykę disco założony w 1998 roku.

## Historia zespołu

### 1998-02: Początki zespołu iCasino
Zespół Alcazar założyli w 1998 roku Andreas Lundstedt, Tess Merkel i Annikafiore Kjaergaard. W 1999 roku wokaliści nagrali i wydali debiutancki singiel „Shine On”, a w następnym roku – utwór „Ritmo del amor”. W 2001 roku wydali singiel „Crying at the Discoteque”, który trafił do pierwszej „20” list przebojów w wielu krajach, m.in. w Belgii, Niemczech, Finlandii, Holandii, Austrii i we Włoszech, a także w notowaniu europejskim. W październiku tego samego roku wydali debiutancki album studyjny pt. Casino, a w listopadzie – singiel „Sexual Guarantee”. Piątym i ostatnim singlem promującym płytę został utwór „Don’t You Want Me”, który wydali w 2002 roku i który jest coverem przeboju The Human League o tym samym tytule z 1981 roku.

### 2003-05:Alcazarizedi przerwa w działalności

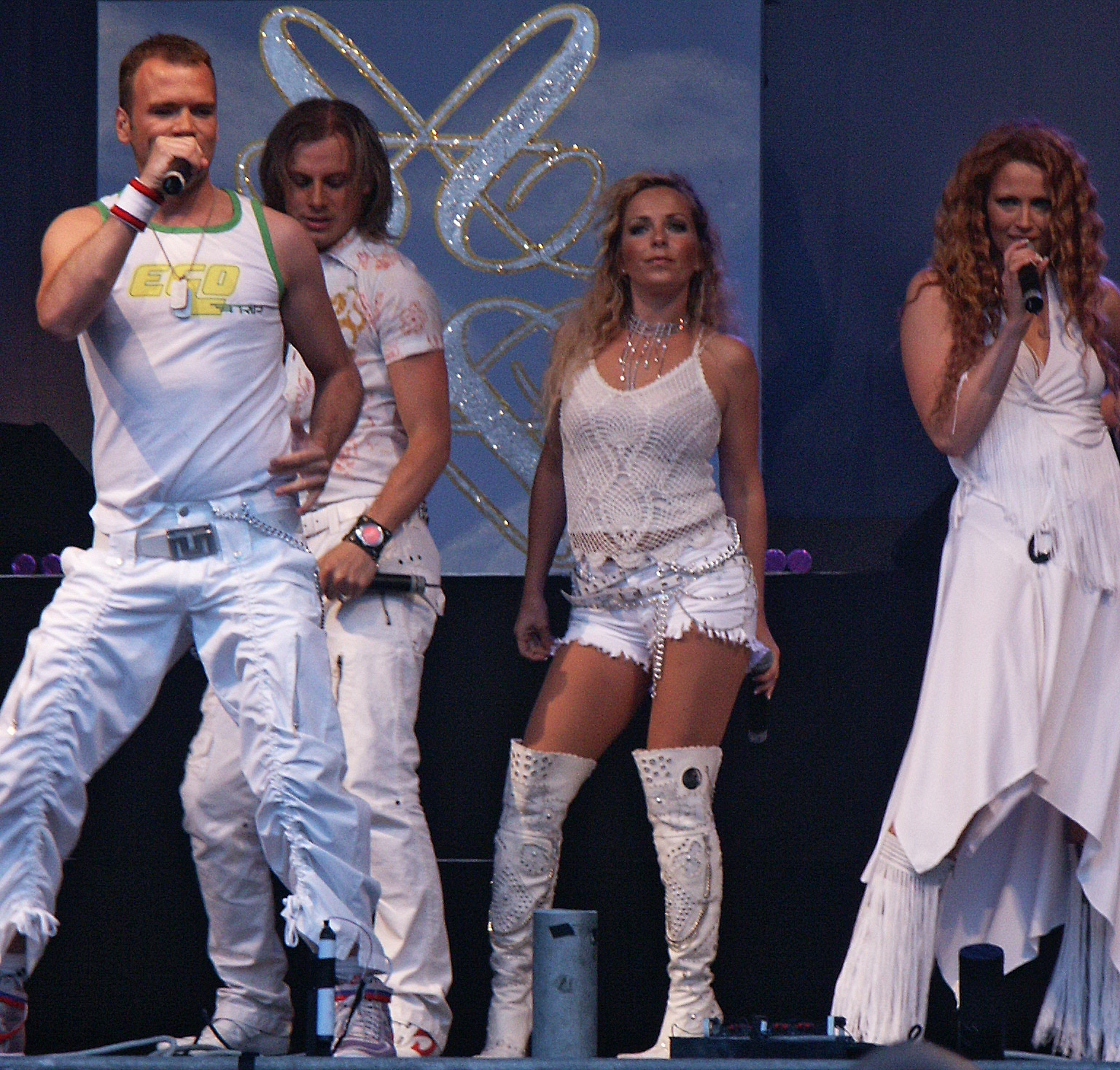
Alcazar podczas koncertu w 2004 roku

W grudniu 2002 roku do składu Alcazar dołączył Magnus Carlsson, ówczesny partner życiowy Lundstedta. Na początku 2003 roku zespół zajął trzecie miejsce z utworem „Not a Sinner, Nor a Saint” w finale programu Melodifestivalen 2003 trzecie miejsce. Z singlem dotarli do pierwszego miejsca szwedzkiej listy przebojów. W maju wydali album pt. Alcazarized, którą promowali singlami: „Someday” (wybranym na oficjalny motyw przewodni parady równości organizowanej w Sztokholmie w tym samym roku), „Ménage à trois” i „Love Life”. Wydali też świąteczny utwór „Here I Am”, który nagrany także w hiszpańskiej i japońskiej wersji językowej. W 2004 roku odbyła się premiera europejskiego wydania płyty Alcazarized, na której znalazł się m.in. singiel „This Is the World We Live In”. Zespół dotarł z piosenką do dziewiątego miejsca europejskiej listy przebojów. Na nowej wersji płyty umieścili także singiel „Physical”, który promował ich pierwszy album kompilacyjny pt. Dancefloor Deluxe. Na płycie znalazł się również m.in. drugi utwór promocyjny „Start a Fire”. Podczas kręcenia teledysku do piosenki Kjærgaard złamała sobie stopę.

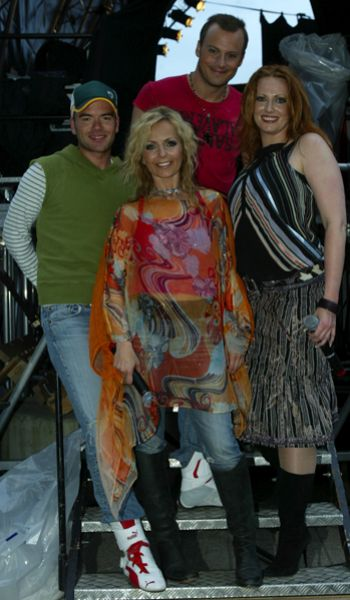
Alcazar w 2005 roku

W 2005 roku wokaliści wydali singiel „Alcastar”, z którym zajęli trzecie miejsce w finale programu Melodifestivalen 2005. Niedługo po udziale w konkursie poinformowali o przerwie w działalności zespołu, a ze składu grupy odeszli Annika Kjærgaard i Magnus Carlsson.

### 2007-13: Powrót na scenę iDisco Defenders
W maju 2007 roku wokaliści zagrali pierwszy po przerwie koncert, który odbył się w klubie gejowskim G-A-Y. W trakcie koncertu zaprosili na scenę do gościnnego występu Linę Hedlund, która niedługo później na stałe dołączyła do składu grupy, zajmując miejsce Kjærgaard i Carlssona. W styczniu 2008 roku wydali pierwszy wspólny singiel „We Keep on Rockin’”, a w czerwcu – singiel „Inhibitions”. 
W 2009 roku z utworem „Stay the Night” zajęli piąte miejsce w finale programu Melodifestivalen 2009. W marcu wydali album pt. Disco Defenders, na którym umieścili premierowe utwory oraz single z poprzednich dwóch płyt. Płytę promowali przez wydane wcześniej single: „We Keep on Rockin’”, „Inhibitions” i „Stay the Night”, a także premierowe piosenki: „Burning” i „From Brazil with Love”. Oprócz tego wydali singiel zawierający ich wersję świątecznego przeboju „Last Christmas” z repertuaru zespołu Wham!.

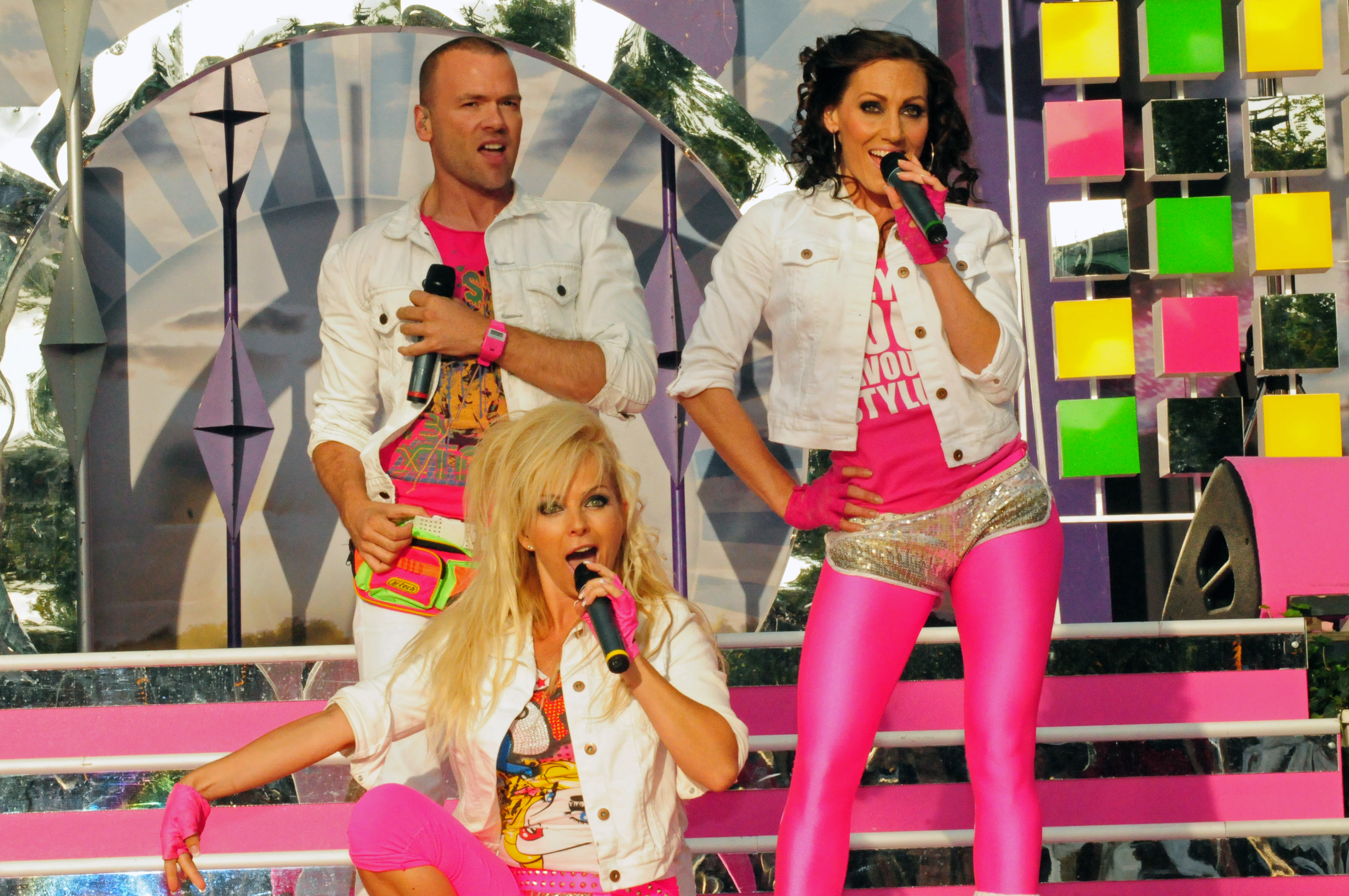
Zespół podczas występu w programie Sommarkrysset (2009)

W 2010 roku z utworem „Headlines” wzięli udział w programie Melodifestivalen 2010, ale nie zakwalifikowali się do finału. W tym samym roku pojawili się gościnnie w utworze duetu Same Difference „Karma, Karma” z jego drugiego albumu pt. The Rest Is History, a w 2011 roku razem z grupą Dream Beats nagrali singiel „Feel 4 You”. Niedługo później ponownie zawiesili działalność.

### Od 2013: Powrót na scenę i nowe single
W 2013 roku wystąpili jako goście muzyczni w finale programu Melodifestivalen 2013. Po kilkuletniej przerwie w wydawaniu nowego materiału, w 2014 roku nagrali singiel „Blame It on the Disco”. Zajęli z nim trzecie miejsce w finale programu Melodifestivalen 2014. Na początku lipca wydali singiel „Good Lovin’”, który kilka dni później znalazł się na ich minipłycie z remiksami.
10 maja 2014 roku przedstawili wyniki głosowania szwedzkiej komisji jurorskiej i telewidzów w finale 59. Konkursu Piosenki Eurowizji w Kopenhadze. W 2020 roku weszli do Hall of Fame Melodifestivalen i wystąpili gościnnie podczas koncertu Drugiej Szansy Melodifestivalen 2020.
11 maja 2024 roku w finale Eurowizji 2024 wystąpili w interwale z piosenką "Crying at the Discoteque".

## Skład zespołu

### Obecnie
- Andreas Lundstedt (1998–2005, 2007–2011, od 2013)
- Lina Hedlund (2007–2011, od 2013)
- Tess Merkel (1998–2005, 2007–2011, od 2013)

### Byli członkowie
- Annikafiore Kjaergaard (1998–2005)
- Magnus Carlsson (2002–2005)

## Dyskografia
| - Casino (2000) - Alcazarized (2003, re-edycja w 2004) - A Tribute to ABBA (2004) - Disco Defenders (2009) | - Dancefloor Deluxe (2004) |

### Single
- 1999 – „Shine On”
- 2000 – „Ritmo del Amor”
- 2001 – „Crying at the Discoteque”
- 2001 – „Sexual Guarantee”
- 2002 – „Don't You Want Me”
- 2003 – „Not a Sinner, Nor a Saint”
- 2003 – „Ménage à trois”
- 2003 – „Someday”
- 2003 – „Love Life”
- 2004 – „This is the World We Live in”
- 2004 – „Physical”
- 2004 – „Here I Am”
- 2005 – „Alcastar”
- 2005 – „Start the Fire”
- 2008 – „We Keep on Rockin’”
- 2008 – „Inhibitions”
- 2009 – „Stay the Night”
- 2009 – „Burning”
- 2009 – „From Brazil with Love”
- 2009 – „Last Christmas”
- 2010 – „Headlines”
- 2014 – ”Blame it on tje Disco”
- 2014 – ”Good Lovin’”